# Bill Nelson (musiker)
Bill Nelson, född 18 december 1948 i Wakefield som William Nelson, är en engelsk gitarrist, låtskrivare, målare och experimentell musiker från Wakefield, West Yorkshire, England. Han bor nu i Selby i norra Yorkshire, England.
Bill Nelson är en musiker vars musik ibland verkar vara insvept i komplexa mysterier, men som har skapat en enorm produktion av låtar och musikexperiment. Han har både varit en gitarrhjälte i Be Bop Deluxe och arbetat som bakgrundsmusiker i samband med en rad konstinstallationer, utställningar och teaterpresentationer. Samtidigt som han har haft svårt att få skivbolagsdirektörer att se hans storhet och ofta har ansetts som svår av många har han byggt upp en lojal krets av fans över hela världen som älskar hans musik. 
Bill Nelson visade tidigt ett stort intresse för konst och design och en passion för science fiction. Hans far, saxofonisten Walter Nelson, var orkesterledare och hans mor, Jean, hade en gång i tiden uppträtt med en danstrupp så hemmet var fyllt av musik. Bill Nelson lärde sig aldrig att läsa noter och började spela gitarr relativt sent. Han var högt upp i tonåren när hans far köpte honom en Gibson ES345, som senare blev hans varumärke. Hans tidiga influenser var bland annat Duane Eddy och Hank Marvin från The Shadows. En senare influens var Jimi Hendrix, som inspirerade Bill Nelson att skriva låten ”Crying to the Sky”.
Under tonåren var han medlem i ett antal band. Den första kända inspelningen med Bill Nelson är från ett band som hette Global Village som spelade in tre covers för en EP. Bandet upplöstes 1968. Bill Nelson har även arbetat som sessionmusiker i Holyground Recording-studion. Vid den tiden gifte han sig för första gången och blev medlem i Pentecostal Church. Han blev då gitarrist i den kristna gruppen The Messengers som senare ändrade sitt namn till Gentle Revolution. 1970 föddes hans dotter Julia Nelson. 
Bill Nelsons karriär började på allvar när han spelade in sitt första soloalbum Northern Dream, som finansierades av ägaren till Record Bar, en lokal skivbutik i Wakefield. John Peel, discjockey på BBC, tyckte direkt om skivan och spelade den ofta i sitt program Radio One. En kort tid därefter startade Bill Nelson den första upplagan av Be Bop Deluxe med Richard Brown (keyboards), Ian Parkin (gitarr), Rob Bryan (bas) och Nicholas Chatterton-Dew (trummor). Richard Brown lämnade bandet innan de gick in i studion. Bill Nelson splittrade bandet strax efter inspelningen av Axe Victim (1974) efter det att skivbolaget EMI ansåg att de andra bandmedlemmarna inte höll tillräckligt hög musikalisk nivå. Nelson samarbetade under en kort period med Paul Jeffreys och Milton Reame-James, tidigare medlem i Cockney Rebel. Därefter knöts Simon Fox (trummor) och Charles Tumahai (bas) till bandet som i den konstellationen spelade in Futurama (1975). Andy Clark (keyboards) var den siste att komplettera bandet som hade samma bandmedlemmar fram till inspelningen av Drastic Plastic (1978). Vid den tiden började bördan av rollen som gitarrhjälte bli för tung för Bill Nelson som nu ville bredda sin musikaliska horisont. Under den perioden skilde sig Bill Nelson från sin första fru, Shirley, och gifte sig med sin andra fru, Jan. 
Red Noise blev nästa steg i Bill Nelsons musikaliska karriär. Plattan Sound on Sound visade Nelsons förmåga och vilja att experimentera, men varken publiken eller skivbolaget var redo för det så EMI släppte Bill Nelson. Det fanns en färdiginspelad andra platta från Red Noise, men den gavs aldrig ut i sin ursprungliga form. Bill Nelson övergav Red Noise-experimentet, arrangerade om plattan och släppte den med det nya namnet Quit Dreaming And Get On The Beam på Mercury Records. Plattan hamnade på topp 10 i Storbritannien. Samma år gav han ut plattan Sounding the Ritual Echo som han spelade in i sin egen hemmastudio. Även The Love That Whirls året därpå hamnade på topp 10 och det blev den kommersiella höjdpunkten i Bill Nelsons karriär. Chimera som gavs ut 1983 sålde dåligt och kontraktet med CBS/Epic knakade i fogarna.
Den största fördelen med kontraktet för Bill Nelson var att han nu fick möjlighet att helt bygga om sin hemmastudio och att han fick utrustning som gjorde det möjligt att experimentera mer. Ett resultat av detta var den första Orchestra Arcana-plattan, där han kunde skapa sina egna syntetiska ljudlandskap. Namnet Orchestra Arcana var ett resultat av en klausul i Bill Nelsons kontrakt med CBS som förbjöd honom att ge ut experimentellt material under eget namn. 
Bill Nelson startade Cocteau Records 1981 tillsammans med sin dåvarande manager Mark Rye. Från början var det tänkt att bolaget skulle ge ut Bill Nelsons instrumentala och experimentella musik samt ge ut album med andra intressanta artister. Av de artister och band Bill Nelson samarbetade med var det endast A Flock of Seagulls som rönte en viss uppmärksamhet. Under den perioden gavs bland annat LP-boxen Trial By Intimacy (The Book of Splendours) ut. Bill Nelson samarbetade även med bland andra Gary Numan, Yellow Magic Orchestra och Harold Budd.
Åren 1988 till 1991 var dramatiska för Bill Nelson. Han fick stora skatteskulder, upplevde en uppslitande skilsmässa och kämpade mot sin före detta manager om rättigheterna över sina tidigare album.

## Diskografi
- Northern Dream (1971)
- Axe Victim (1974) [Be Bop Deluxe]
- Futurama (1975) [Be Bop Deluxe]
- Sunburst Finish (1976) [Be Bop Deluxe]
- Modern Music (1976) [Be Bop Deluxe]
- Live! In The Air Age (1977) [Be Bop Deluxe]
- Drastic Plastic (1978) [Be Bop Deluxe]
- Sound-On-Sound (1979) [Bill Nelson's Red Noise]
- Quit Dreaming And Get On The Beam (1981)
- Sounding The Ritual Echo (Atmospheres For Dreaming)(1981)
- Das Kabinet (The Cabinet Of Doctor Caligari)(1981)
- The Love That Whirls (Diary Of A Thinking Heart)(1982)
- La Belle Et La Bete (1982)
- Chimera (1983)
- Savage Gestures For Charms Sake (1983)
- Trial By Intimacy - The Summer Of God's Piano (1985)
- Trial By Intimacy - Chamber Of Dreams (Music From The Invisibility Exhibition)(1985)
- Trial By Intimacy - Pavilions Of The Heart And Soul (1985)
- Trial By Intimacy - A Catalogue Of Obsessions (1985)
- Chameleon (The Music of Bill Nelson)(1985)
- Getting The Holy Ghost Across (1986)
- Iconography (1986) [Orchestra Arcana]
- Map Of Dreams (1987)
- Chance Encounters In The Garden Of Lights - The Angel At The Western Window (1987)
- Chance Encounters In The Garden Of Lights - The Book Of Inward Conversation (1987)
- Optimism (1988)[Orchestra Arcana]
- Demonstrations Of Affection - Chimes And Rings (1989)
- Demonstrations Of Affection - Nudity (1989)
- Demonstrations Of Affection - Heartbreakland (1989)
- Demonstrations Of Affection - Details (1989)
- Duplex (The Best of Bill Nelson)(1989)
- Simplex (1990)
- Altar Pieces (1990)
- Luminous (1991)
- Blue Moons & Laughing Guitars (1992)
- Automatic (1994) [Channel Light Vessel]
- Crimsworth (Flowers, Stones, Fountains And Flames)(1995)
- Practically Wired or How I Became...Guitarboy! (1995)
- My Secret Studio Volume I - Buddha Head (1995)
- My Secret Studio Volume I - Electricity Made Us Angels (1995)
- My Secret Studio Volume I - Deep Dream Decoder (1995)
- My Secret Studio Volume I - Juke Box For Jet Boy (1995)
- After The Satellite Sings (1996)
- Excellent Spirits (1996) [Channel Light Vessel]
- Confessions Of A Hyperdreamer My Secret Studio Volume II - Weird Critters (1997)
- Confessions Of A Hyperdreamer My Secret Studio Volume II - Magnificent Dream People (1997)
- Atom Shop (1998)
- What Now What Next? (Compilation)(1998)
- Culturemix (1999)
- Whistling While The World Turns (2000)
- Noise Candy - Old Man Future Blows The Blues (2002)
- Noise Candy - Stargazing With Ranger Bill (2002)
- Noise Candy - Sunflower Dairy Product (2002)
- Noise Candy - King Frankenstein (2002)
- Noise Candy - Console (2002)
- Noise Candy - Playtime (2002)
- The Hermetic Jukebox (2002) [Orchestra Arcana]
- Astral Motel (2002)
- Whimsy (2003)
- Whimsy Two (A Garage Full Of Clouds)(2003)
- The Romance Of Sustain Volume One: Painting With Guitars (2003)
- Luxury Lodge (2003)
- Plaything (2003)
- Dreamland To Starboard (2004)
- Custom Deluxe (2004)
- Satellite Songs (2004)
- Wah-Wah Galaxy (2004)
- Rosewood Ornaments And Graces For Acoustic Guitar Volume One (2005)
- Rosewood Ornaments And Graces For Acoustic Guitar Volume Two (2005)
- Orpheus In Ultraland (2005)
- The Alchemical Adventures Of Sailor Bill (2005)
- Neptune's Galaxy (2006)
- Return To The Jazz Of Lights (2006)
- Arcadian Salon (2006)
- Gleaming Without Lights (2006)
- Secret Club For Members Only (2007)
- And We Fell Into A Dream (2007)
- Silvertone Fountains (2008)
- Illuminated At Dusk (2008)
- Mazda Kaleidoscope (2008)
- Clocks & Dials (2008)
- Golden Melodies Of Tomorrow (2008)
- Fancy Planets (2009)
- Here Comes Mr Mercury (2009)
- Theatre Of Falling Leaves (2009)
- The Dream Transmission Pavilions (2009)
- Non-Stop Mystery Action (2009)
- Picture Post (2010)
- Modern Moods For Mighty Atoms (2010)
- Captain Future's Psychotronic Circus (2010)
- Fables And Dreamsongs (2010)
- Fantasmatron (2011)
- Model Village (2011)
- New Signals from Realms of Light (2011)
- The Practical Aspect Of Everyday Life (2011)
- Songs Of The Blossom Tree Optimists (2012)
- The Last Of The Neon Cynics (2012)
- Joy Through Amplification (2012)
- The Palace of Strange Voltages (2012)
- Return To Tomorrow (2012)
- The Dreamshire Chronicles (2012)
- Blip! (2013)
- Blip! 2 - The Tremulous Doo-Wah-Diddy (2013)
- Albion Dream Vortex (2013)
- The Sparkle Machine (2013)
- The Dreamer's Companion Vol 1 (How I Got My Secret Powers) (2014)
- The Dreamer's Companion Vol 2 (In This I Reveal My Secret Identity) (2014)
- The Dreamer's Companion Vol 3 (Songs Of The Bel-Air Rocketman) (2014)
- Pedalscope (2014)
- Fantastic Guitars (2014)
- Astroloops (2014)
- Stereo Star Maps (2014)
- Shining Reflector (2014)
- Quiet Bells (2015)
- Swoons And Levitations (2015)
- The Sparkle Machine (2015)
- The Years (2015)
- Plectrajet: Painting With Guitars Volume Two (2015)
- Electric Atlas (2015)
- Loom (Astroloops Volume Two) (2015)
- Perfect Monsters (2016)
- Special Metal (2016)
- All That I Remember (2016)
- New Northern Dream (2016)
- Six String Super Apparatus: Painting With Guitars Volume Three (2016)
- The Awakening of Dr. Dream (2017)
- Kid Flip And The Golden Spacemen (2017)
- Luxury Wonder Moments (2017)
- Tripping The Light Fantastic (2017)
- Songs for Ghosts (2017)
- That Old Mysterioso (2018)
- The Unrealist (2018)
- Drive This Comet Across The Sky (2018)
- Dynamos and Tremolos (2018)
- Auditoria (2018)
- Stand By: Light Coming... (2019)
- The Last Lamplighter (2019)
- Old Haunts (2019)
- The Jewel (2020)
- New Vibrato Wonderland (2020)
- Transcorder the Acquitted by Mirrors Recordings (2020)
- Dazzlebox (2021)
- Mixed Up Kid (2021)
- My Private Cosmos (2021)
- Electra (In Search Of The Golden Sound) (2022)
- Marvellous Realms (2023)
- stupid/serious (2023)
- All The Fun Of The Fair (2023)
- Starlight Stories (2023)
- Powertron (2024)
- Studio Cadet (2024)